# 紐約上州
紐約上州（英語：Upstate New York），美國口語中泛指紐約州除了紐約市及長島地區以外的所有地區，並無官方或正式的行政界線；該區主要以家庭居住的市郊（Suburb）為主，間有幾座城市（水牛城、羅徹斯特等），有別於紐約市區（Downtown）。

## 城市
沿著90號州際高速公路散佈下列城市（由東往西）：
- 奧爾巴尼（州首府）
- 雪城
- 羅徹斯特
- 水牛城

另外有兩座城市主要以「大學城」聞名：
- 伊薩卡（康乃爾大學）
- 宾汉姆顿

其他主要城市：
- 奥本
- 科特兰
- 金斯顿
- 普拉茨
- 波基普西
- 斯克内克塔迪
- 特洛伊
- 尤蒂卡

## 景觀
相對紐約市的都市叢林和車水馬龍，紐約上州以城郊為主。中部是平原，間有湖泊。南北則為丘陵地。

## 經濟
以服務業、農牧業為主，輕工業為輔。
農牧產品有：
- 葡萄酒
- 蘋果
- 奶製品
- 木材

## 交通
奧爾巴尼、雪城、羅徹斯特及水牛城通鐵路。
81、86、87、88、90號州際公路經過此區。
水路有安大略湖及伊利湖的便利，另外由尼亞加拉河到奧爾巴尼有伊利運河。
各主要城市都設有機場。

## 旅遊
著名景點有尼亞加拉瀑布、五指湖區、千島地區等。

## 名人
- 王力宏（生長於安大略湖南岸的羅徹斯特）